# Chromatomyia caprifoliae
Chromatomyia caprifoliae är en tvåvingeart som beskrevs av Spencer 1969. Chromatomyia caprifoliae ingår i släktet Chromatomyia och familjen minerarflugor.
Artens utbredningsområde är Alberta. Inga underarter finns listade i Catalogue of Life.